# Vahidin Musemić
Vahidin Musemić (Janja, 29 ottobre 1946 – Sarajevo, 30 giugno 2023) è stato un calciatore jugoslavo, di ruolo attaccante.

## Biografia
È il fratello maggiore di Husref, anche egli calciatore del Sarajevo.

## Palmarès

### Competizioni nazionali
- Campionato jugoslavo: 1

Sarajevo: 1966-1967